# 平原大学
平原大学，是1980年创立、位于中国河南省新乡市的一所公立高等学校，2007年参与合并新乡学院。此校名废弃。